# Until the Light Takes Us
Pour plus de détails, voir Fiche technique et Distribution.
Until the Light Takes Us est un documentaire sur le black metal norvégien réalisé par Aaron Aites et Audrey Ewell.
Le film présente des interviews avec les instigateurs du black metal, incluant Varg Vikernes qui fut interviewé en prison où il est incarcéré à la suite du meurtre du guitariste Euronymous.
Le documentaire essaie de révéler la vérité derrière les incendies d'églises et les meurtres commis par des jeunes musiciens appelés « satanistes » par les médias, mais qui, en réalité, avaient de tout différents motifs. Il se concentre surtout sur l'émergence et l’évolution du genre et sur les individus qui l'ont créé.
Le titre du documentaire est en référence à l'album de Burzum, Hvis lyset tar oss, dont il est une traduction en anglais.
Originellement, le documentaire était prévu pour le 20 novembre 2009, mais sa première présentation aux États-Unis fut le 4 décembre 2009.

## Les intervenants
| Nom                     | Nom de scène       | Groupe(s)                                  | Note                                               |  |
| ----------------------- | ------------------ | ------------------------------------------ | -------------------------------------------------- |  |
| Varg Vikernes           | "Count Grishnackh" | Burzum, ex-Mayhem, ex-Old Funeral          | Encore en prison durant le tournage.               |  |
| Gylve Fenris Nagell     | "Fenriz"           | Darkthrone, ex-Neptune Towers, ex-Isengard |                                                    |  |
| Jan Axel Blomberg       | "Hellhammer"       | Mayhem, ex-Arcturus                        |                                                    |  |
| Kjetil-Vidar Haraldstad | "Frost"            | Satyricon, 1349, ex-Gorgoroth              |                                                    |  |
| Olve Eikemo             | "Abbath"           | Immortal, ex-Old Funeral                   |                                                    |  |
| Harald Naedval          | "Demonaz"          | Immortal                                   |                                                    |  |
| Kristoffer Rygg         | "Garm"             | Ulver, ex-Arcturus                         |                                                    |  |
| Bård Eithun             | "Faust"            | Emperor, ex-Stigma Diabolicum              | Interviewé avec le visage flouté et voix déformée. |  |
| Snore Ruch              | "Blackthorn"       | Thorns, ex-Mayhem                          | Image d'archives.                                  |  |
| Øystein Aarseth         | "Euronymous"       | Mayhem, ex-Checker Patrol                  | Image d'archives, décédé en 1993.                  |  |
| Per Yngve Ohlin         | "Dead"             | Mayhem, ex-Morbid                          | Image d'archives, décédé en 1991.                  |  |

autres
- Bjarne Melgaard, artiste organisant les galeries d'art centrés sur l'idéologie Black metal.
- Edvard Munch (images d'archives), célèbre peintre norvégien.

## Bande sonore
1. Múm - The Ballad of The Broken Records
2. Darkthrone - Kathaarian Life Code
3. Ulver - Not Saved
4. Burzum - Ea, Lord of the Depths
5. Mayhem - Chainsaw Gutsfuck
6. Burzum - War
7. Gorgoroth - Destroyer Or About How to Philosophize With the Hammer
8. Mayhem - Freezing Moon
9. Burzum - Rundgang um die Transzendentale Saule der Singularität
10. Ulver -  Eittlane
11. Mayhem - Pure Fucking Armageddon
12. Darkthrone - Quintessence
13. Darkthrone- In the Shadow of Horns
14. Ulver - Farger
15. Thorns - Home
16. Boards of Canada - Gyroscope
17. Burzum - Han Som Resite
18. Boards of Canada - You Could Feel the Sky
19. Ulver - Shadows of the Sun
20. Black Dice - Motorcycle
21. Burzum - Dunkelheit
22. Burzum - Die Liebe Nerþus
23. Thorns - Stellar Master Elite
24. Sunn O))) - Sin Nanna
25. Burzum - Gebrechlichkeit II

## Annexe